# SnatchBot
Софтуерът SnatchBot е свободен, базиран в облака инструмент за създаване на чатботове, предназначени за социалните мрежи.

## История
Основана през 2015 г. от Хенри Бен Езра и Ави Бен Езра, SnatchBot е една от новите технологични компании, стартирали в Херцлия Питуах в Израел.
През юли 2017 г. SnatchBot спонсорира The Chatbot Summit в Берлин, Германия. Към декември 2017 г. над 30 млн. крайни потребители са имали взаимодействие с чатботове, изградени върху платформата на SnatchBot.

## Услуги
SnatchBot помага на потребителите да изградят ботове за Facebook Messenger, Skype, Slack, SMS, Twitter и други платформи за социални мрежи. SnatchBot осигурява също и модели за обработка на естествен език (Natural Language Processing). В комбинация с инструментите за машинно самообучение (Machine Learning) на компанията платформата дава възможност да бъдат създавани чатботове, които могат да анализират намеренията на потребителите.